# Saulles
Saulles település Franciaországban, Haute-Marne megyében. Lakosainak száma 52 fő (2022. január 1.). Saulles Belmont, Champsevraine, Grenant és Champlitte községekkel határos.

## Népesség
A település népessége az elmúlt években az alábbi módon változott:
| Lakosok száma | 110  | 88   | 75   | 53   | 49   | 46   | 46   | 48   | 49   | 52   |
|               | 1968 | 1982 | 1990 | 2006 | 2013 | 2015 | 2017 | 2019 | 2020 | 2022 |